# Nevzat Ayaz
Nevzat Ayaz né le 5 octobre 1930 à Çankırı et mort le 3 décembre 2020 à İstanbul, est un homme politique, haut fonctionnaire et police turc.
Diplômé de la faculté de droit de l'Université d'Ankara en 1954. Il devient police, puis commissaire. Dès 1960, il commence à travailler à la direction général de police comme chef de département et directeur-général adjoint de police (1969-1971 et 1972-1975), et préfet de police de Balıkesir (1971-1972), préfet de Zonguldak (1975-1979), préfet d'İstanbul (1979-1988) et préfet d'İzmir (1988-1989).
Membre du parti de la juste voie, député de Çankırı (1991-1995), ministre de la défense nationale (1991-1993) et ministre de l'éducation nationale (1993-1995). Marié et a 2 enfants.